# Красногорка (Коростенский район)
Красногорка (укр. Красногірка) — село на Украине, находится в Коростенском районе Житомирской области. Расположено на реке Саженка (Сажалка).
Код КОАТУУ — 1822382003. Население по переписи 2001 года составляет 35 человек. Почтовый индекс — 11566. Телефонный код — 4142. Занимает площадь 0 км².

## Адрес местного совета
11530, Житомирская область, Коростенский р-н, Калиновка, ул.Центральная, 8